# Митюшин, Юрий Анатольевич
Юрий Анатольевич Митюшин (19 августа 1955 - 24 июля 2021) — российский кинопродюсер, президент продюсерской компании «Детектив». Один из соучредителей компании «Детектив» (совместно с Ольгой Романовской).
Автор идеи и постоянный продюсер международных фестивалей детективных фильмов и телепрограмм правоохранительной тематики «DetectiveFEST» («Закон и общество»), проходящих при поддержке Министерства культуры Российской Федерации и гильдии кинопроизводства Союза кинематографистов России, начиная с 1999 года. Член жюри международного фестиваля телефильмов «Золотая пектораль» (Трускавец, 2010 год). Участник создания международной ассоциации производителей фильмов и телепрограмм на детективную и правоохранительную тематику.
Бывший кадровый военнослужащий. Член Союза кинематографистов России.
Умер 24 июля 2021 года.